# Famille Maillaud
La famille Maillaud  est une famille française originaire du département de l'Indre.

## Liens de filiation entre les personnalités
- Pierre Maillaud (1er septembre 1834 à Prissac - 7 janvier 1900 à Neuvy-Pailloux), menuisier. Le 15 octobre 1861 à Parnac, il épouse Anne Guignard.
  - Fernand Maillaud (1862-1948), peintre, illustrateur, ébéniste et créateur de tapisserie.
  - Jean-Baptiste Joseph Firmin Maillaud (31 décembre 1864 à Parnac - 21 janvier 1961 à Pontoise), lieutenant-colonel d'Infanterie coloniale.  Le 17 octobre 1903 à Lacépède, il épouse Louise Eva Brezzi.
    - Pierre Maillaud (1909-1948) dit « Pierre Bourdan », journaliste et homme politique français. Le 12 mars 1931 à Paris 1er, il épouse Jeanne Dalbiez[1] (1906-2006). le couple divorce par jugement du 28 mars 1946. Le 21 décembre 1946 à Paris 15ème, il épouse en secondes noces l'actrice Jeanne Marie Henriette Rampillion (1911-2009) dite « Hélène Vercors » mais disparaît en mer au large du Cap Nègre dans le Var, lors d'une promenade en mer le 13 juillet 1948.
      - Michèle Maillaud (1932 à Paris) épouse Luigi Cavalli[2].
      - Ian Maillaud (1935-1994)[2],[3],[4],[5].
        - Christian Maillaud dit « Stan Maillaud » (1968), complotiste et criminel.